# Ain Aar
Aïn Aar (arabe : عين عار ) est un village libanais (qui depend de la municipalité de Kornet Chehwan) situé dans le caza du Metn au Mont-Liban au Liban.